# Gottlieb Bode
Gottlieb Bode (* 21. Februar 1863 in Hornhausen; † 20. Januar 1937 in Berlin-Spandau) war ein deutscher Kaufmann, Kunstsammler und Mäzen.

## Leben und Karriere
Gottlieb Bode wurde als jüngster Sohn des Bauern Heinrich Bode geboren.
Er wurde zum Kaufmann ausgebildet. Nachdem er in internationalen Unternehmen Erfahrungen gesammelt hatte, machte er sich selbstständig. Seine geschäftlichen Unternehmungen gingen über Deutschland hinaus und führten ihn bis zum russischen Zarenhof nach St. Petersburg. Durch diese Reisen begannen seine später dann sehr umfangreichen Sammlungen. Er begann mit der Sammlung damals aller kursfähigen Silbermünzen der jeweiligen Deutschen Landesfürsten. Bis auf eine Geldmünze waren alle geschlagenen Münzen der Kaiserzeit in seiner Sammlung komplett vorhanden. Später fand sein reger Geist an den Werken der bildenden Kunst eine neue Betätigung. Der Großkaufmann unterstützte Künstler die neue Wege in der Malerei gingen, wie den Expressionismus und Impressionismus. Er erkannte früh den Genius dieser Maler. Es gelang ihm, zahlreiche Geschäftsfreunde zu begeisterten Freunden zeitgenössischer Kunst zu machen. Gottlieb Bode kam auf diese Weise selbst in den Besitz einer umfangreichen Sammlung, die u. a. Werke von Camille Corot, Emil Nolde und etlichen anderen „Brücke-Malern“ umfasste. Ein Großteil der Sammlung wurde im Zweiten Weltkrieg ein Opfer der Bomben. Die gleiche ungeteilte Freude am Kunstsammeln hat der Vater den Söhnen Erich und Georg als gute Erbmasse mit auf den Weg ins Leben gegeben. Sie haben das Mäzenatentum des Vaters fortgesetzt und konnten die Sammlungen fortführen.
Quelle: "Bode-Archiv" Ausgabe 1937
| Personendaten    | Personendaten                              |
| ---------------- | ------------------------------------------ |
| NAME             | Bode, Gottlieb                             |
| KURZBESCHREIBUNG | deutscher Kaufmann, Kunstsammler und Mäzen |
| GEBURTSDATUM     | 21. Februar 1863                           |
| GEBURTSORT       | Hornhausen                                 |
| STERBEDATUM      | 20. Januar 1937                            |
| STERBEORT        | Berlin-Spandau                             |